# Aenigmatias franzi
Aenigmatias franzi är en tvåvingeart som beskrevs av Schmitz 1950. Aenigmatias franzi ingår i släktet Aenigmatias och familjen puckelflugor. Inga underarter finns listade i Catalogue of Life.